# Heinrich Himmler
Heinrich Luitpold Himmler (München, 7. listopada 1900. – Lüneburg, 23. svibnja 1945.) bio je glavni zapovjednik njemačke policije, SS-a, SD-a, Gestapa i RSHA, te time i jedan od najmoćnijih ljudi nacističke Njemačke.
Himmler je postao jedan od glavnih organizatora Holokausta. Kao osnivač i nadležni u nacističkim koncentracijskim logorima i Einsatzgruppen odredima smrti, Himmler je imao svu ovlast da primijeni genocid na 4 do 6 milijuna ljudi, na industrijskoj skali. Taj genocid odnosio se pretežito na Židove, ali i na druge rase, nacionalnosti i uvjete s kojima se nije slagala nacistička ideologija, ali za genocid koristio se i "posebni tretman" (Sonderbehandlung) kao ubojstva u plinskim komorama.
Godine 2008., njemački ga je časopis Der Spiegel proglasio najvećim masovnim ubojicom u povijesti.

## Rani život
Heinrich Luitpold Himmler rođen je 7. listopada 1900. u okolici Münchena kao sin Josepha Gebharda Himmlera i Anne Marie Heyder, i srednji od trojice braće; najstariji je bio Gebhard Ludwig Himmler (rođen 29. srpnja 1898.), a najmađi Ernst Hermann Himmler (rođen 23. prosinca 1905.). Himmlerovo djetinjstvo bilo je iznenađujuće normalno. Netko bi mogao reći da je čak bio i povlašten. Njegovi roditelji bili su strogi, no vrlo aktivni u životu i razvoju svoje troje djece.
Heinrich je ime dobio po njegovom krsnom kumu, Princu Heinrichu od Wittelsbacha, koji je rodom iz Bavarske plemićke obitelji, a kojega je učio Himmlerov otac. To bi možda moglo biti izvor Himmlerove opsjednutosti socijalnim statusom i položajem. Himmler se 1910. počeo školovati u elitnim gimnazijama u Münchenu i Landshutu gdje se obrazovao u klasičnoj književnosti. Dok je imao problema s tjelesnim odgojem, Himmler je bio izuzetno bistar i marljiv učenik, i akademski dio školstva obavljao je odlično. Također, po očevom naređenju, Himmler je redovito pisao dnevnik i to svaki dan, od 10 do 24 godine. On je također imao mnoge izvanškolske aktivnosti u kojima je uživao - igrao je šah, svirao klavir, sakupljao poštanske marke i bavio se vrtlarstvom. Za vrijeme Himmlerove mladosti, a preneseno i u njegovu odraslu dob, njegov odnos sa suprotnim spolom uvijek je bio težak.
Kada je 1914. započeo Prvi svjetski rat, započela je i promjena u Himmlerovom dnevniku. Zapisi koje je pisao u dnevniku dokazuju njegovu zainteresiransost u taj veliki ratni sukob. Počeo je moliti i nagovarati oca da iskoristi svoje veze s plemstvom tako da on postane kandidat za časnika. Njegovi roditelji su prigovarali no popustili su. Dopustili su mu da nakon diplomiranja 1918. trenira s 11. Bavarskom postrojbom. Zbog neatletske građe imao je problema s fizičkim treninzima u vojsci. Kasnije iste te godine rat je završio, a Njemačka je bila poražena. Versajski ugovor koji je potpisala Njemačka, a koji je limitirao broj vojnika u njezinoj vojsci, onemogućio je Himmleru da postane profesionalni vojni časnik, te je izbačen je iz vojske. Nikad nije vidio bojišnicu.
Himmler je od 1919. do 1922. studirao agronomiju u Münchenu i nakon kratkotrajne prakse na farmi. Himmler je u to vrijeme vodio miran život kada se počeo zanimati za mladu djevojku koja je bila kći vlasnika zalogajnice u koju je Himmler često dolazio. U svom dnevniku on svoj prvi susret s njom uspoređuje s pronalaskom sestre. Kasnije iskusio je odbijanje nakon što joj je dao do znanja što osjeća prema njoj. Ova situacija je jedini detalj koji treba spomenuti da bi se pokazala njegova nespretnost sa ženama u životu. Himmler je gledao žene isključivo kroz njihovu ulogu kao potrebu muškarcima, kao što ovaj izvadak iz dnevnika prikazuje:
Himmler je također podnio vjerska previranja tijekom svog studiranja u Münchenu. U svome dnevniku napisao je da je snažan katolik i da nikada neće napustiti crkvu. Ipak je bio član bratstava za koje je vjerovao da djeluju po pravilima crkve. Također je bio vrlo kritičan prema propovijedima  svećenika, no smatrao je da je učenje crkve od velike važnosti. Himmler je često utjelovljavao paradoks. U tom razdoblju Himmler je postao opsjednut željom da postane vojnik. Napisao je da ako se Njemačka uskoro ne nađe u ratu, on će otići u neku drugu zemlju i ratovati.
Za vrijeme studija, postao je aktivan u Freikorpsima, privatnim vojskama u kojima su sudjelovali bivši njemački vojnici nezadovoljni njemačkim porazom u prvom svjetskom ratu. Himmler se pridružio Reichkriegsflaggeu i 1923. poslao prijavnicu za NSDAP, koja je skupljala članove Freikorpsa kao potencijalne pješake SA-a. Sudjelovao je u pivskom puču pod Ernstom Röhmom u studenom 1923.
U prosincu 1926. Himmler se smjestio u hotel u mjestu Bad Reichenhall. Tu je upoznao svoju ženu, Margarete Siegroth (prije Boden). Ona je bila razvedena, protestantkinja i sedam godina starija od njega, a imala je plavu kosu i plave oči. Fizički je bila idealni nordijski tip žene, iako ne odviše privlačna. Zaljubili su se i vjenčali 3. srpnja 1928. Njihovo jedino dijete, kći Gudrun, rođena je 8. kolovoza 1929. Himmler je obožavao svoju kćer, pa joj je dao nadimak "Lutkica" (na njemačkom Püppi). Margarete je kasnije posvojila sina, koji Heinricha nije zanimao. Vjenčanje Heinricha i Margarete bilo je teško, a 1940. razdvojili su se bez razvoda braka. Himmler je u to doba bio previše zauzet militarističkom ideologijom da bi odrađivao ulogu prikladnog supruga. Himmler je tada ušao u prijateljsku vezu s tajnicom Hedwigom Potthast (zvanom Häschen = "zeko") koja je 1941. ostavila posao i postala njegova ljubavnica. Hedwiga mu je rodila dvoje djece: sina Helgea (1942) i kćer Nanette Dorothea (1944).

## Uspon u SS-u

### Rani rad u SS-u (1927. ~ 1934.)
Himmler se SS-u pridružio 1925., a 1927. postao je zamjenik Reichsführera-SS-a. Taj čin shvatio je vrlo ozbiljno. Nakon ostavke SS-ovog vođe Erharda Heidena, Himmler je u siječnju 1929. postao novi Reichsführer-SS. U vrijeme kada je Himmler postavljen za vođu, SS je imao sam 280 članova i smatrao se bojnom mnogo većeg SA. Himmler se smatrao samo SA-oberführerom, no nakon 1929. za sebe je koristio samoizabrani naziv "Reichsführer-SS".
Do 1933., kada je NSDAP došao na vlast u Njemačkoj, Himmlerov SS imao je nevjerojatnih 52,000 članova, a organizacija je postavila posebne uvjete za članove, koji su da bi ušli, morali biti podrijetlom iz Hitlerove arijske nadrase (na njemački Aryan Herrenvolk). Sada već Gruppenführer u SA-u, Himmler se zajedno sa svojom desnom rukom, Reinhardom Heydrichom počeo zalagati za odvajanje SS-a od SA-a. U jeseni 1933. Himmler je predstavio crne SS-ove uniforme (koje je dizajnirao Hugo Boss) a koje su zamijenile smeđe SA-ove uniforme. Nedugo zatim, Himmler je unaprijeđen u SA-obergruppenführera i Reichsführer-SSa i postao je jednak višim činovnicima u SA-u, koji su do tada imali veliku moć u SS-u.
Himmler, zajedno s još jednim Hitlerovim pomoćnikom, Hermannom Göringom, složio se u činjenici da SA i njihov vođa Ernst Röhm predstavljaju veliku prijetnju njemačkoj vojsci i nacističkom režimu u Njemačkoj. Röhm koji je bio strastveni socijalist, iako je mislio da je Hitler došao na vlast u Njemačkoj, vjerovao je da "prava" revolucija još nije ni započela, što je izazvalo sumnju kod mnogih nacističkih vođa, da planira iskoristiti SA kako bi izvršio puč.
Zahvaljujući ponekim Himmlerovim i Göringovim uvjeravanjima, Hitler je počeo osjećati prijetnju svojoj vlasti i složio se da Röhm mora umrijeti. Röhmovu sudbinu prepustio je Himmleru i Göringu, koji su s Heydrichom, Daluegeom i Schellenbergom, osudili Röhma na smrt (a kaznu je izvršio Theodor Eicke), kao i mnoge druge više časnike SA-a, te neke Hitlerove osobne neprijatelje (kao što su Gregor Strasser i Kurt von Schleicher) 30. lipnja 1934. Idućeg dana Himmlerova pozicija kao Reichsführera-SS-a i službeno je ozakonjena (imenovan je na taj položaj)  i SS je postao samostalna organizacija pri NSDAP-u.

### Učvršćivanje moći
Himmler 1936. dobiva još veće ovlasti jer su sve njemačke uniformirane policijske službe spojene u novu organizaciju imena Ordnungspolizei, koja je bila ogranak SS-a čiji je Himmler bio vrhovni zapovjednik (Reichsführer), a tada je dobio i titulu Zapovjednika njemačke policije. Himmler dakako, nikada nije dobio operacijsku kontrolu nad uniformiranom policijom. Prave ovlasti koje je dobio svojim položajem su one koje je Ministarstvo unutarnjih poslova rješavalo s policijom, ali nije dobio ni sve te ovlasti. Himmler je tek 1943., kada je postao Ministar Unutarnjih poslova, dobio sve ovlasti koje nije imao, a ministarstvo je imalo nad policijom. Dakle puni naziv njegova politička čina glasio je Reichsführer SS-a i Šef njemačke policije u Ministarstvu unutarnjih poslova (skraćeno RFSS), što nam dokazuje ograničenje njegovog položaja. Iako je Himmler pokušao prisvojiti ovlasti Ministarstva unutarnjih poslova, njegove ovlasti ostale su iste. Njemačke političke policijske jedinice došle su pod Himmlerovu vlast 1934. kada ih je organizirao u Gestapo, a iste godine organizirao je i cijeli kompleks konc logora.
 Kad je rat započeo, osnovani su novi logori, koji nisu obilježeni kao koncentracijski, i oni nisu bili pod Himmlerovom nadležnosti, ni pod nadležnosti SS-a. Na početku  je upotrijebio riječ iz usta kampanje 1943. koja je kritizirala režim nakon Staljingradske katastrofe, pa su stranačka tijela, izrazivši nezadovoljstvo s Gestapovim učinkom u rješavanju tih kritika, osnovala takozvane Politische Staffeln kao vlastita policijska tijela, i tako su podrovala Gestapov nominalni monopol na tom području. Dolaskom na svoj politički položaj 1936., Himmler je dobio ovlast i nad njemačkim ne-policijskim detektivskim jedinicama, poznatima kao Kripo, koje je pokušao sjediniti s Gestapom u Sicherheitspolizei, koje bi povjerio svom pomoćniku Reinhardu Heydrichu, i tako bi dobio vlast nad svim njemačkim detektivskim jedinicama.
No ujedinjenje je samo ostalo mrtvo slovo u Reichu, a Kripo je i dalje bio pod vlašću civilne administracije i kasnije stranačkog tijela koje je naknadno pripojilo civilnu administraciju. No, na okupiranim teritorijima koji nisu pripojeni Reichu, ta promjena pokazala se vrlo učinkovitom. Zbog početka Drugog svjetskog rata, Himmler je osnovao Reichssicherheitshauptamt, u kojoj su Gestapo, Kripo i SD postali samo odjeli. Pokušaj iz 1940. da se pomoću novoosnovanog RSHA-a dobije kontrola nad Kripom, tako da se RSHA-ovim regionalnim časnicima dala sudska ovlast da kontroliraju Kripo u toj regiji, oštro je odbijen. SS je također razvijao vojnu granu, poznatu kao SS-Verfügungstruppe, koja će kasnije postati poznata kao Waffen-SS.

## Himmlerov rat sa Židovima
Nakon Noći dugih noževa, SS-Totenkopfverbände je dobilo zadaću organiziranja i nadgledanja njemačkog režima konc logora i, nakon 1941., i istrebljeničkih logora u okupiranoj Poljskoj. SS, je kroz svoju obavještajnu službu, Sicherheitsdienst (SD), dobio zadaću pronalaženja Židova, Roma, šamana, homoseksualaca, komunista i svih ostalih osoba drukčije, rasne ili političke afilacije koje su nacisti smatrali Untermenschen (ljudima niže rase) ili u suprotnosti s režimom, i stavljali ih u konc logore. Himmler je prvi takav logor otvorio blizu Dachaua (vidi sliku) 22. ožujka 1933. On je tako postao jedan od glavnih arhitekata Holokausta, koristeći elemente misticizma i fanatičnog vjerovanja rasističke nacističke ideologije da opravda masovna ubijanja i genocide nad milijunima žrtava.

### Poznanski govor
Dana 4. listopada 1943., Himmler je izrijekom upućivao na istrebljenje Židova tijekom tajnog SS-ovog sastanka u gradu Poznanu. Rečenice koje slijede su odlomak iz transkripcije audio snimka govora, koji postoji:
Također želim spomenuti ovdje pred vama jedan vrlo složen problem, sasvim otvoreno.
Treba se raspraviti među nama, i, unatoč, nikad o tome nećemo govoriti u javnosti.... 
Govorim o „Židovskoj evakuaciji“: istrebljenju židovskih ljudi.
To je jedna od onih stvari koja se lako kaže, ali teško obavi. „Židovi se istrebljuju“, svaki stranački
član će vam reći, „to je sasvim čisto, to je dio naših planova, eliminiramo židove, istrebljujemo
oni, ha!, mali problem.…

## Drugi svjetski rat
Prije invazije Rusije 1941., Himmler je počeo pripremati svoj SS na rat za istrebljenje sila poznatih kao Judeo-boljševizam. Himmler, kojemu je uvijek bilo drago navoditi usporedbe između Trećeg Reicha i sredjeg vijeka, usporedio je ovu invaziju s križarskim ratovima. Skupljao je dobrovoljce iz cijele Europe, uključujući i Dance, Norvežane, Šveđane, Nizozemce, Belgijance, Francuze i Španjolce, a poslije invazije i Ukrajince, Latvijce, Litvance i Estonce, privlačeći nenjemačke dobrovoljce i objavivši paneuropski križarski pohod radi obrane tradicionalnih vrijednosti Stare Europe od "Bezbožnih boljševičkih hordi". Ti "dobrovoljci" iz okupiranih sovjetskih teritorija zapravo su bili kolaboracijski policajci prebačeni u Waffen SS kada je njihovu rodnu domovinu pokorila Crvena armija. Sve dok su se borili protiv sovjetskih trupa, ponašali su se fanatično, i nisu očekivali nikakvu milost ako bi bili zarobljeni. No, kada su se borili protiv Zapadnih Saveznika, više su težili predaji. Novaci Waffen SS-a u Zapadnoj i Sjevernoj Europi bili su izrazito neuspješni.
Godine 1942., Reinhard Heydrich, Himmlerova desna ruka, ubijen je u Pragu nakon napada Čeških specijalnih postrojbi potpomognutih britanskim obavještajcima. Himmler je odmah uzvratio udarac, naredivši ubojstvo svih muškaraca u češkom selu Lidice, iako nisu imali veze s počinjenim atentatom.
Godine 1943., Himmler je postao ministar unutarnjih poslova. To je u mnogočemu bila Pirova pobjeda. Himmler je mislio iskoristiti svoj novi položaj kako bi okrenuo pripajanje civilnih službi stranačkim tijelima, tako da ostvari svoju dugoročnu zamisao i dobije kontrolu nad ne-Gestapo policijom. To beznandno htijenje lako je srušio Martin Bormann, Hitlerov tajnik i partijski kancelar. Taj Himmlerov pokušaj izazvao je ponešto nezadovoljstva i kod samog Hitlera, čiji je dugotrajni prijezir prema tradicionalnim civilnim službama činio temelj nacističkog administrativnog mišljenja. Himmler je učinio i mnogo gore stvari kada je postao vođa Ersatzheera (Zamjenske vojske, vidi ispod) i pokušao iskoristiti svoju ovlast i u vojnim i u policijskim krugovima tako što bi im svima "smjestio" automatsko članstvo u SS-u i onda ih "premjestio" u Waffen SS. Himmler je u to doba bio na rubu vješanja, no Bormann nije bio dovoljno brz u dodavanju užeta, te je prvobitno tiho prešutio u neodgovornosti, sve dok se nisu pojavili ozbiljni prosvjedi, koji su znatno umanjili Himmlerove zaluge, i uništili njegov i SS-ov odnos s policijom. 
Upletenost vođa Abwehra (Njemačka obavještajna služba), pogotovo njezinog glavnog vođe, admirala Wilhelma Canarisa u uroti 20. srpnja 1944. protiv Hitlera, potaknulo je samog Führera da ukine Abwehr i postavi SD kao glavnu i jedinu obavještajnu službu u Trećem Reichu. To je povećalo Himmlerovu, već ionako veliku, osobnu moć. Uskoro se otkrilo da je i general Friedrich Fromm, zapovjednik Ersatzheera, također bio upleten u urotu. Frommova ostavka, uz Hitlerovom izraženu sumnju u Ersatzheer otvorila je put ka Himmlerovom imenovanju na stari Frommov položaj, koji je Himmler, kada ga je dobio, uvelike iskoristio da pretjerano poveća Waffen SS, i time nanese štetu ionako već oslabljenom Wehrmachtu.
Na opću Himmlerovu žalost, daljnja istraga dokazala je upletenost mnogih SS-ovih časnika u urotu, čak i nekih viših časnika, što je išlo u prilog Bromannovoj borbi protiv SS-a, jer je samo malo članova stranačkog osoblja bilo upleteno u zavjeru.
Pri kraju 1944., Himmler je postao šef Gornjorajnske divizije koja se pripremala na bitku s američkom 7. i francuskom 1. divizijom u Alsace-u, regiji na zapadnoj obali Rajne. Himmler je položaje držao do početka 1945., kada mu je, nakon Wermachtovog neuspjelog pokušaja zadržavanja sovjetske ofenzive na Odri, Hitler dodijelio novu dužnost vođe novoosnovane Vistulske divizije. Pošto Himmler nije imao nikakvog iskustva kao zapovjednik na terenu, ta odluka pokazala se katastrofalnom i onda je oslobođen dužnosti, koju je zatim preuzeo general Gotthard Heinrici.
Kako je rat išao prema njemačkom porazu svi su vidjeli Himmlera kao Hitlerovog nasljednika u ulozi Führera. No, nakon rata javnost je saznala da Hitler nikada nije smatrao Himmlera svojim nasljednikom, čak ni prije njegove izdaje, misleći da bi ga zbog njegovih ionako visokih položaja i velike političke moći NSDAP mogao odbiti.

## Mirovni pregovori, uhićenje i smrt
Zimi s 1944. na 1945. Himmlerov Waffen SS imao je 910.000 članova, a zajedno s Allgemeine-SS (bar na papiru) ta brojka porasla je na 2 milijuna. No, već u proljeće 1945. Himmler je izgubio vjeru u njemačku pobjedu, dijelom zbog razgovora sa svojim maserima Felixom Kerstenom i Walterom Schellenbergom. Shvatio je da ako nacistički režim želi opstati, Treći Reich treba sklopiti primirje s Velikom Britanijom i Sjedinjenim Američkim Državama. Da bi postigao svoj cilj, Himmler je otišao u Lübeck, blizu Danske granice, i kontaktirao švedskog grofa Folkea Bernadottea i započeo mirovne pregovore sa Zapadom. Himmler se nadao da će Britanci i Amerikanci ući u borbu protiv svojih sovjetskih saveznika zajedno s ostatkom Wehrmachta. Kada je Hitler čuo za to, Himmlera je proglasio izdajnikom i oduzeo mu je sve činove i odličja dan prije vlastitog samoubojstva. Prije nego što su mu oduzeti činovi, Himmler je bio Reichsführer-SS, Vođa njemačke policije, Reichov povjerenik za njemačku narodnost, Ministar unutarnjih poslova, Vrhovni zapovjednik Volkssturma i Vrhovni zapovjednik njemačke vojske.
Na Himmlerovu nesreću, njegovi pregovori s grofom Bernadotteom su propali. Pošto se nije mogao vratiti u Berlin, Himmler se pridružio vrhovnom admiralu Dönitzu, koji je zapovijedao svim njemačkim snagama na Zapadu, u blizini Plöna. Nekako, Hitlerove naredbe u vezi s Himmlerom nikada nisu stigle do Dönitza. Nakon Hitlerove smrti, Himmler se pridružio kratkotrajnoj Flensburškoj vladi, koju je predvodio Karl Dönitz, no izbačen je 6. svibnja 1945. od samog vođe, Karla Dönitza, u potezu za kojeg je Dönitz mislio da će mu pribaviti simpatije Saveznika.
Himmler se onda obratio Amerikancima kao prosvjetljen, kontaktiravši generala Eisenhowera i rekavši mu da će predati cijelu Njemačku Saveznicima, ako ga poštede suđenja kao ratnom zločincu. U primjeru koji jasno pokazuje Himmlerovo izdajničko stanje u tom dobu, on je poslao osobnu molbu generalu Eisenhoweru u kojoj se prijavljuje za "Ministra policije" u poslijeratnoj Njemačkoj. Navodno se jako dvoumio kako će se pozdraviti na svom prvom sastanku s GBSEP-om, hitlerovim pozdravom ili rukovanjem. Eisenhower je odbio svaki kontakt s Himmlerom, koji je kasnije prozvan ratnim zločincom, a time i bilo kakve nagodbe i dogovore.
Neželjen od svojih bivših kolega i progonjen od Saveznika, Himmler je nekoliko dana lutao oko Flensburga, blizu danske granice, središta Dönitzove vlade. U pokušaju da izbjegne uhićenje, prerušio su u narednika tajne vojne policije, koristeći ime Heinrich Hitzinger, i obrijavši brkove i stavivši povez preko lijevog oka, u nadi da će se vratiti u Bavarsku. S lažnim dokumentima pobudio je sumnju jedne britanske postrojbe u Bremenu,  pa je uhićen 22. svibnja 1945., i u zatočeništvu, brzo prepoznat. Himmler je bio određen za suđenje zajedno s ostalim većim njemačkim zapovjednicima u Nürnbergu, no počinio je samoubojstvo trovanjem u Lüneburgu, zagrizom u ampulu cijankalija prije nego što je ispitivanje započelo. Njegove posljednje riječi su bile : Ich bin Heinrich Himmler! (Ja sam Heinirich Himmler!).

### Teorije zavjere
Kasnije su se pojavile teorije da čovjek koji je počinio samoubojstvo u Lüneburgu, nije bio Himmler nego njegov dvojnik. Izjave koje navodno pripadaju ODESSA-i govore da se Himmler povukao u malo austrijsko selo Strones, sjeverno od Beča, tj. u rodno mjesto Aloisa Hitlera, oca Adolfa Hitlera, i da je tu vodio preporođeni SS u izgnanstvu.
Nedavno objavljena knjiga američkog autora, Josepha Bellingera, Himmlerova smrt, nudi još jednu teoriju u nizu "teorija zavjere" o Himmlerovoj smrti, koja govori da je Himmler ubijen u atentatu, u svibnju 1945. zajedno s još nekim visokim dužnosnicima SS-a od strane Britanaca. Bellingerova knjiga prvi put je objavljena u njemačkom gradu Kielu. Slična knjiga, Himmlerov tajni rat, autora Martina Allena, navodi slične tvrdnje: no, ona je utemeljena na krivotvorenim dokumentima ubačenim u (Britansku) državnu arhivu. Pošto se skupina ljudi trebala okupiti da bi krivotvorila dokumente i ubaciti ih u pravi odjeljak arhiva (što je postupak koji oduzima mnogo vremena, novca i istraživanja, a zahtjeva i puno znanja), tvrdnja da je to zbilja zavjera koja bi trebala izazvati zbunjenost oko događanja oko i načina Himmlerove smrti vrlo je vjerojatna, kao i upletenost samog autora, Martina Allena, u zavjeru, da bi diskreditirao i odvratio čitatelje od Bellingerove knjige prije nego li ona bude objavljena.
David Irving gnavodi da su Himmlera pretukli i ubili Britanaci. Također govori da su mu i nos slomili. No većina povjesničara opovrgava takve navode.

## Preživjela obitelj
Lozu mu je nastavila njegova žena Margarete i biološka kći Gudrun Burwitz (umrla 2018.), te njegov nezakoniti sin Helge (rođen 1942.) kao i nezakonita kći Nanette Doreathea (rođena 1944.), koje je dobio iz veze s tajnicom Hedwig Potthast. Njegova pranećakinja Katrin Himmler (rođena 1967.) udana je za Izraelca, sina jednog od preživjelih iz Holokausta, koji su preživjeli i Varšavski geto .

## Vanjske poveznice
|  | Zajednički poslužitelj ima stranicu o temi Heinrich Himmler |
|  | Wikicitati imaju zbirke citata o temi Heinrich Himmler      |

- Poznanski govor